# César Duarte Jáquez

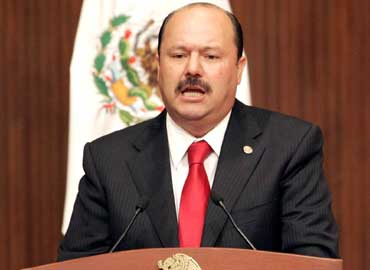
César Duarte Jáquez

César Horacio Duarte Jáquez (Parral, 14 april 1963) is een Mexicaans politicus van de Institutioneel Revolutionaire Partij (PRI). Van 2010 tot 2016 was hij gouverneur van Chihuahua.
Duarte is afkomstig uit de staat Chihuahua. Hij studeerde rechtsgeleerdheid aan de Autonome Universiteit van Ciudad Juárez en is sinds 1977 lid van de PRI, waarvoor hij in Chihuahua meerdere bestuursfuncties heeft bekleed.
In 2000 werd hij in de Kamer van Afgevaardigden gekozen, een termijn die duurde tot 2003. In 2006 werd hij opnieuw tot afgevaardigde gekozen voor een periode van drie jaar, en hij was voorzitter van de Kamer voor het jaar 2008-2009.
Duarte werd op 4 juli 2010 met iets meer dan de helft van de stemmen tot gouverneur van zijn thuisstaat gekozen; hij versloeg in die verkiezing Carlos Borruel Baquera.
In maart 2017 werd een arrestatiebevel tegen Duarte uitgevaardigd vanwege corruptie. Hij was voortvluchtig en werd gearresteerd in Miami op 8 juli 2020.